# Streets of Rage (videojuego)
Streets of Rage, conocido en Japón como Bare Knuckle: Ikari no Tekken  ( ベア · ナックル 怒り の 鉄拳   lit. "Bare Knuckle: Puño de Hierro Furioso"?), es un videojuego de tipo beat 'em up con scroll lateral publicado por Sega en 1991 para la videoconsola Mega Drive/Genesis. Se trata de la primera entrega de la serie de videojuegos Streets of Rage, que fue seguida por Streets of Rage 2 y Streets of Rage 3. El juego también fue convertido para Game Gear, Mega-CD y Master System. En 2007, el juego fue lanzado para la Consola Virtual de Wii en América del Norte y Europa, y en 2009 fue publicado para iOS a través de la App Store. El juego estuvo de nuevo disponible como parte de Sonic Ultimate Genesis Collection en 2009 para PlayStation 3 y Xbox 360.
También hubo una serie de tiras cómicas basadas en los juegos, que aparecieron en Sonic the Comic. Estas tres historias están en Streets of Rage 2 y no contienen a Adam. 
El juego presenta una aclamada banda sonora chiptune a cargo de Yuzo Koshiro, que la publicó como un álbum en el mercado japonés.

## Sistema de Juego
Al igual que en el juego Golden Axe, que fue lanzado dos años antes por Sega, los enemigos aparecen en pantalla desde ambos lados así como, ocasionalmente, desde otros lugares. El jugador tiene que derrotar a cada oponente para avanzar en ocho lugares, conocidos como rondas. Con la excepción de la ronda 7, hay un batalla de jefe al final de cada ronda con un enemigo desproporcionadamente grande. A diferencia de sus secuelas, ninguno de los enemigos tienen nombres en el juego (sólo en el manual de la versión japonesa) y sólo los jefes tienen medidores de la vida. Al igual que en juegos contemporáneos Double Dragon y Final Fight, las armas pueden ser recogidas, y estas incluyen botellas y tubos de drenaje. En Street of Rage, el ataque especial es la ayuda de un coche de la policía que dispará hacia arriba explosivos que caerán tomando la salud de todos los enemigos. El jugador tiene un ataque especial, habiendo repartidos en ciertos niveles (solamente en las rondas 5 y 6) estos "llamados" en forma de coches de la policía que otorgan otro. En la ronda 8, el ataque especial no se puede utilizar.

## Argumento
La ciudad ha sido tomada por un sindicato del crimen que se extiende hasta algunas facciones de la policía, por lo que la violencia se convierte en algo común. Ante ello, Adam Hunter, Axel Stone y Blaze Fielding, tres jóvenes policías, renuncian a su trabajo con el objetivo de combatir al sindicato y a la injusticia. Tras involucrarse en una larga batalla que recorre parte de la ciudad, llegan hasta Mr. X, el jefe del sindicato.
En este punto, se ofrecen dos finales: uno «bueno» y otro «malo». En el caso de jugar únicamente un usuario, Mr. X pregunta si este quiere ser su «mano derecha»; si la repuesta es sí, será redirigido a la ronda 6 (final «malo»), mientras que si la respuesta es no, sale una cinemática en la que el trío derrota a Mr. X y se reúne con el policía conductor que posee un lanzacohetes, para después acabar en la playa por la noche (final «bueno»). En el modo cooperativo se ofrecen más opciones, Mr. X pregunta si los usuarios desean unirse al sindicato. Si ambos jugadores responden que sí, son devueltos a la sexta ronda; si los dos se niegan, luchan contra Mr. X y se reproduce la misma cinemática que en el final «bueno» de un jugador; y si uno responde que sí y el otro que no, ambos jugadores se enfrentan entre sí. En esta última opción, Mr. X pregunta al ganador de la lucha si desea unirse al sindicato del crimen, a lo que tiene la opción de negarse 一batalla contra Mr. X (final «malo»)一 o aceptar 一vuelve a la ronda 6一.
| Rondas | Rondas                            | Rondas          | Rondas                   | Rondas  |
| N.º    | Nombre                            | Jefe            | Temas musicales          | Lugares |
| ------ | --------------------------------- | --------------- | ------------------------ | ------- |
| 1      | «Round 1: City Street»            | Antonio         | «Fighting in the Street» |         |
| 2      | «Round 2: Inner City»             | Souther         | «Dilapidated Town»       |         |
| 3      | «Round 3: Beachfront»             | Abadede         | «Moon Beach»             |         |
| 4      | «Round 4: Bridge»                 | Bongo           | «Keep the Groovin'»      |         |
| 5      | «Round 5: Aboard Ship»            | Onihime y Yasha | «Beatnik on the Ship»    |         |
| 6      | «Round 6: Factory»                | Souther         | «Stealthy Steps»         |         |
| 7      | «Round 7: Freight Elevator»       | 一              | «Violent Breathing»      |         |
| 8      | «Round 8: Syndicate Headquarters» | Mr. X           | «The Last Soul»          |         |

### Personajes

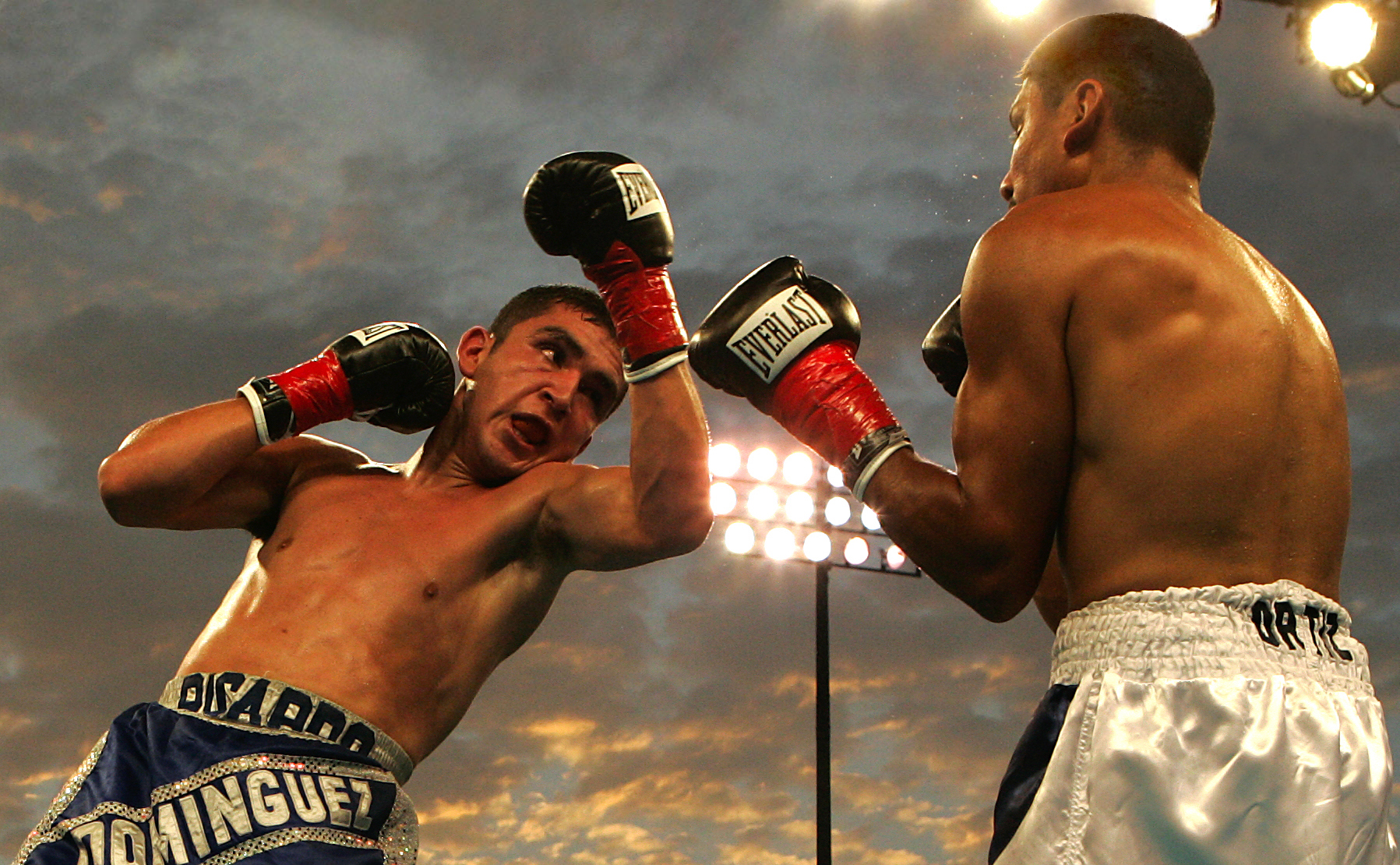
Un «Uppercut» (izquierda)

| Personaje | Adam | Axel | Blaze |
| --------- | ---- | ---- | ----- |
| Fuerza    | A    | A    | B     |
| Salto     | A    | B    | A     |
| Velocidad | B    | A    | A     |

#### Jugables
- Adam Hunter: Expolicía de veintitrés años que practica boxeo.[15] Es el más lento de los tres personajes jugables, aunque su habilidad en fuerza y salto es la máxima.[16][17] Su ataque regular es un puñetazo «Jab», mientras que su combo son dos «Jab», un «Uppercut» y una patada en el pecho; su ataque de furia son dos «Knee Slams» y un «Elbow Smash». Otro de sus ataques es una patada voladora «Flying Snap Kick».[18]
- Axel Stone: Exoficial de policía y artista marcial de veintidós años.[15] Su único atributo negativo es su capacidad para saltar en comparación con los otros personajes, pero tiene buena velocidad y fuerza.[16][17] Tiene un combo de dos «Power Jab», un «Body Punch» y un «Knee Slam», a la par que su ataque regular es un «Power Jab». Su ataque de furia son dos «Knee Slam» seguidos de un «Head Slams»; su patada voladora es llamada «Flying Knee Slam».[18]
- Blaze Fielding: Expolicía de veintiún años experta en judo.[15] Es un poco más débil que los otros personajes en fuerza, pero es rápida; su habilidad de salto es alta.[16][17] Su patada voladora es denominada «360º Reverse Kick», mientras que su ataque de furia combina dos «Knee Slams» con una patada («Kick») y una voltereta («Back Flip»).[18] Por otra parte, su ataque regular es un «Horizontal Chop»; su combo aglutina dos «Horinzontal Chops» y dos patadas en el abdomen, así como un «Back Flip» seguido de otra patada.[18]

#### Enemigos

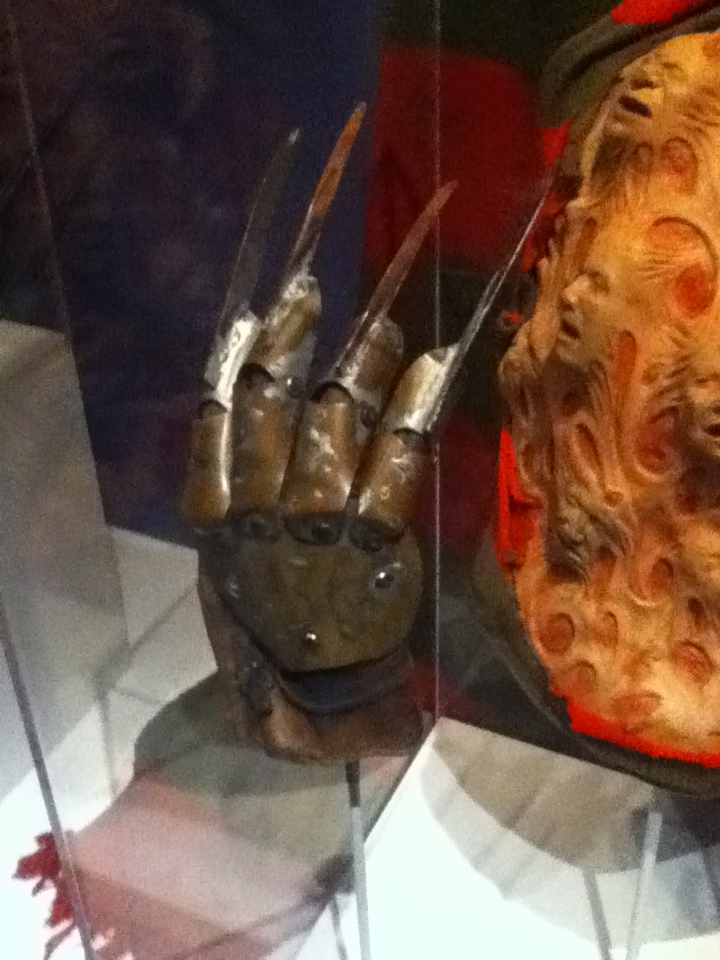
Garra de Fredy Krueger, similar a la de Souther

Entre los enemigos a los que el jugador tiene que hacer frente, hay varios jefes a derrotar. Estos son Antonio 一lanza un búmeran y ataca con una patada frontal一, Souther 一posee garras一, Abadede 一capaz de lanzar al rival con un «Body slam» y de golpear en carrera一, Bongo 一lanza fuego por la boca y es corpulento一, Onihime y Yasha 一dos gemelas一 y Mr. X 一jefe final del juego, posee una metralleta con la que dispara, además de poder golpear con ella一.
Asimismo, hay cuatro enemigos más: Garcia 一matón de estilo punk que pega puñetazos y patadas一, Y. Signal 一puede lanzar al jugador一, Nora 一posee un látigo一, Hakuyo 一artista marcial del estilo Shaolin Kungfu capaz de dar patadas voladoras一 y Jack 一payaso que hace malabares con hachas y antorchas一. Garcia y Nora son similares a Galsia y Electra (presentes en los dos siguientes títulos de la serie), respectivamente. A la par, Signal también aparece en los sucesivas entregas, mientras que el jefe Souther es similar a Zamza, de Streets of Rage 2.
El nombre de los enemigos no aparece en el juego, por lo que varias publicaciones han ideado sus propias denominaciones, como es el caso de Electronic Gaming Monthly. No obstante, en el manual de la edición japonesa, se mencionan los nombres oficiales de los enemigos, así como sus descripciones.

## Producción
| Directores                 | Noriyoshi Ōba Hiroaki Chino                     |
| Programadores              | Hiroshi Momota Little Sun                       |
| Diseñadores                | Atsushi Seimiya Hiromi Fukuda Nandemo Udi       |
| Compositores               | Yūzō Koshiro                                    |
| Departamento de sonido     | Takayuki Nakamura                               |
| Agradecimientos especiales | Kottu Ore Scott Thunder Tokuhiko Uwabo Yamaichi |
| Fuente: MobyGames          |                                                 |

Streets of Rage fue ideado con el fin de competir con Final Fight, beat 'em up desarrollado por Capcom. Hiroaki Chino y Noriyoshi Ôba se encargaron de la dirección; este último venía de participar en The Revenge of Shinobi junto con Yūzō Koshiro, quien se encargó de la banda sonora. Además de Final Fight, el equipo de desarrollo se fijó en la serie Double Dragon. De acuerdo con el diseñador Atsushi Seimiya, incluso el personal compró una Super Nintendo con el objetivo de inspeccionar Final Fight. Por otro lado, también revisaron varios programas de televisión, como The A-Team y Starsky y Hutch. Algunos de los componentes venían de trabajar E-SWAT: City Under Siege, juego que se tomó como una inspiración. Por ello, Streets of Rage empezó a ser producido el 16 de julio de 1990 bajo el nombre provisional de Dragon-SWAT, con la idea de una historia distinta de la que se publicó al final.
En un principio, se estableció el 31 de diciembre de 1990 como fecha límite para terminar el proyecto, cerca de cinco meses para desarrollarlo. En ese mismo mes comenzó su etapa beta en Japón con el nombre Bare Knuckle. Para Occidente, Al Nilsen, de Sega América, lo llamó Streets of Rage. La versión beta difiere bastante de la final en cuanto a los enemigos; también en el nombre de dos de los personajes jugables, Adam y Axel se llamaban Wolf y Hawk, respectivamente. Por otro lado, en los primeros borradores ni siquiera se pensaba en ellos, sino en God Hand 一de Chicago y practicante de karate一, Black Bird 一de Londres y hábil en artes marciales一 y Pink Typhoon 一asiática que hace kung-fu一.
Según Ôba, el género beat 'em up «era popular por lo emocionante que era jugarlo, además de que ofrecía un modo multijugador», aunque el equipo de producción pensaba «que a otros juegos de esta clase les faltaba algo», de manera que diseñaron Streets of Rage «para incluir más elementos cooperativos, por lo que la satisfacción se deriva de los logros y el juego estratégico en lugar de la emoción solo». Koshiro reutilizó algunos sonidos de The Revenge of Shinobi, además de grabar él mismo la voz de todos los personajes. Streets of Rage fue desarrollado por el equipo de Sega AM7 (CS2). Greg Winters ilustró la carátula de la versión occidental, a la par que Yoshiaki Yoneshima hizo lo mismo con la japonesa. Finalmente, el juego fue lanzado en Japón el 2 de agosto de 1991, mientras que a Europa llegó el 24 del mismo mes, y en América del Norte se estrenó el 18 de septiembre de 1991. Al mismo tiempo, durante 1991, se sacó una versión arcade para la Mega-Tech, de Sega, con un microprocesador Motorola 68000.

### Banda sonora

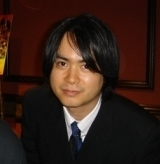
Yūzō Koshiro

Yūzō Koshiro se encargó de componer la banda sonora. Cuando comenzó el desarrollo de Streets of Rage, Koshiro estaba influenciado por la música de baile electrónica 一también conocida como música de club一, específicamente el techno y el house. Quería ser el primero en introducir esos sonidos en la música chiptune y los videojuegos. Muchas pistas también tienen una calidad cálida y caribeña, y la banda sonora muestra la influencia del R&B contemporáneo y el hip hop; Koshiro mencionó haber sido influenciado por la música afroamericana, que estaba en auge junto con el house y el techno. También estaba influenciado por «los ritmos oscilantes que caracterizaban al breakbeat», especialmente el «ground beat» 一utilizado en los sencillos «Keep On Movin» (Soul II Soul, 1988) y «Sadeness (Part I)» (Enigma, 1989)一 que inspiró la pista «The Streets of Rage». En una entrevista, Koshiro declaró: «Sega no me dijo qué música querían ni me dio ningún tipo de dirección. Solo hice cosas que me gustaron a mí mismo. Les dije que la música de club definitivamente despegaría, y que quería que fuera así, y les di una demostración. Al director del departamento de consumidores de Sega le gustó mucho. Fue una suerte. Creo que había gente allí que hubiera rechazado la música que no era muy popular en Japón».
Las bandas sonoras de la trilogía original de la serie Streets of Rage se compusieron utilizando el hardware PC-88, que se encontraba obsoleto. Además, Koshiro utilizó un lenguaje de programación de audio desarrollado por él mismo partiendo del original Music Macro Language (MML), basado en el programa BASIC. Koshiro modificó el lenguaje con el fin de hacerlo parecido a assembly y lo llamó «Music Love». Koshiro dijo que el elemento más importante para recrear los sonidos de la música de club era emular el timbre y los sonidos de percusión de las máquinas de ritmo de Roland. A fin de lograr esto, utilizó un chip de sonido YM2612 en conjunción con una síntesis FM y una caja de ritmos Roland TR-909. Reprodujo sonidos de heavy metal, hi hat y platillos, así como de la conga, para lo cual utilizó un sintetizador FM y una programación MML. Más allá de la percusión, también simuló los sonidos «únicos y penetrantes» del Roland TB-303, un sintetizador analógico utilizado para la música de club.
La banda sonora salió a la venta el 21 de septiembre de 1991 en Japón por la discográfica Alfa Music. Todas las pistas fueron compuestas por Yūzō Koshiro, con ayuda de Teruhei Yamasaki en las cinco últimas (20-24), que son arreglos de las canciones «The Street of Rage», «Fighting in the Street», «The Last Soul», «Keep the Groovin'» y «You Became the Bad Guy!».
| Bare Knuckle |                                |          |  |
| N.º          | Título                         | Duración |  |
| 1.           | «The Street of Rage»           | 2:02     |  |
| 2.           | «Player Select»                | 0:48     |  |
| 3.           | «Fighting in the Street»       | 4:52     |  |
| 4.           | «Attack of the Barbarian»      | 2:47     |  |
| 5.           | «Round Clear»                  | 0:12     |  |
| 6.           | «Dilapidated Town»             | 3:19     |  |
| 7.           | «Moon Beach»                   | 2:55     |  |
| 8.           | «Keep the Groovin'»            | 3:24     |  |
| 9.           | «Beatnik on the Ship»          | 2:30     |  |
| 10.          | «Stealthy Steps»               | 2:37     |  |
| 11.          | «Violent Breathing»            | 1:50     |  |
| 12.          | «The Last Soul»                | 3:10     |  |
| 13.          | «Big Boss»                     | 1:50     |  |
| 14.          | «My Little Baby (Good Ending)» | 1:58     |  |
| 15.          | «You Became the Bad Guy!»      | 2:10     |  |
| 16.          | «Up & Up»                      | 2:12     |  |
| 17.          | «The Super Three»              | 1:30     |  |
| 18.          | «Name Entry»                   | 2:33     |  |
| 19.          | «Game Over»                    | 0:11     |  |
| 20.          | «The Street of Rage»           | 2:07     |  |
| 21.          | «Fighting in the Street»       | 3:07     |  |
| 22.          | «The Last Soul»                | 4:13     |  |
| 23.          | «Keep the Groovin'»            | 4:43     |  |
| 24.          | «You Became the Bad Guy!»      | 3:13     |  |
| 60:13        |                                |          |  |